# Rhipsalis dissimilis
Rhipsalis dissimilis är en kaktusväxtart som först beskrevs av G. Lindb., och fick sitt nu gällande namn av Karl Moritz Schumann. Rhipsalis dissimilis ingår i släktet Rhipsalis och familjen kaktusväxter. Inga underarter finns listade i Catalogue of Life.

## Bildgalleri

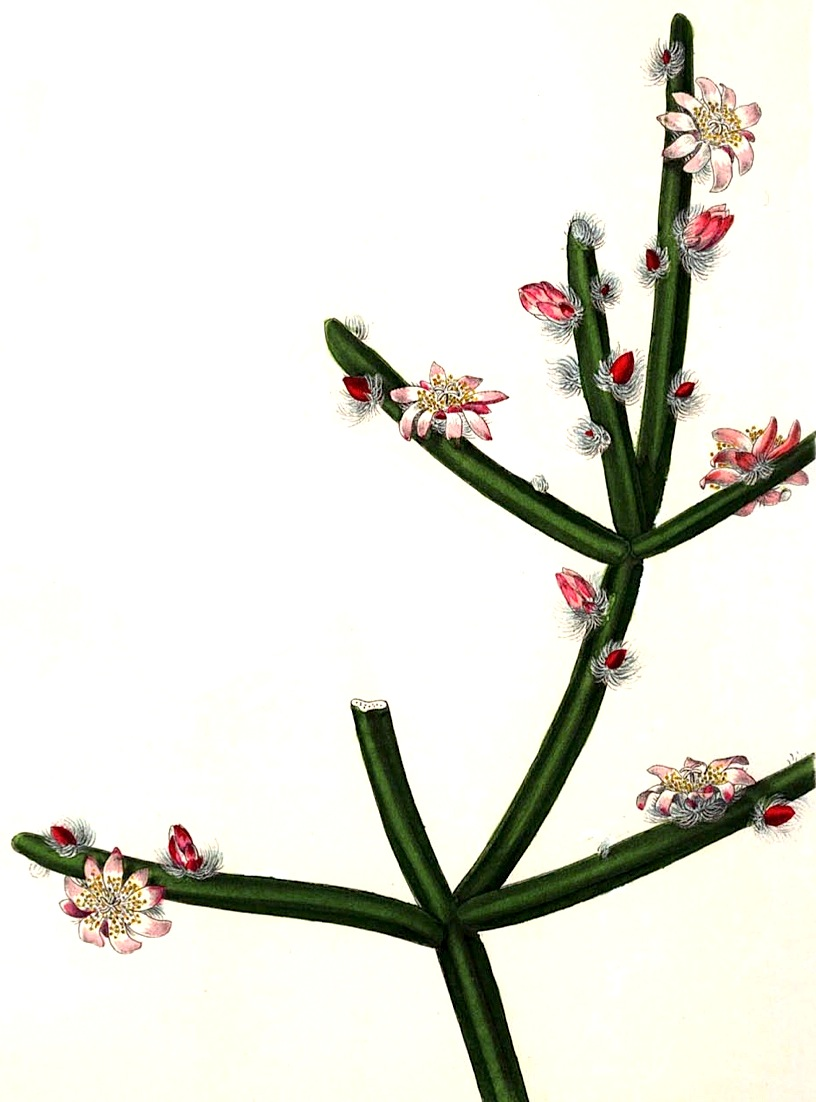